# Округ Хардеман (Тексас)
Округ Хардеман (енгл. Hardeman County) је округ у америчкој савезној држави Тексас. По попису из 2010. године број становника је 4.139.

## Демографија
Према попису становништва из 2010. у округу је живело 4.139 становника, што је 585 (12,4%) становника мање него 2000. године.
| Група             | 2000.         | 2010.         |
| Белци             | 3.731 (79,0%) | 2.938 (71,0%) |
| Афроамериканци    | 228 (4,8%)    | 246 (5,9%)    |
| Азијати           | 14 (0,3%)     | 12 (0,3%)     |
| Хиспаноамериканци | 685 (14,5%)   | 889 (21,5%)   |
| Укупно            | 4.724         | 4.139         |